# Cantó de Saint-Cyr-sur-Loire
El cantó de Saint-Cyr-sur-Loire és un cantó francès del departament de l'Indre i Loira, situat al districte de Tours. Inclou el municipi de Saint-Cyr-sur-Loire.

## Municipis
- Saint-Cyr-sur-Loire

## Història
| Data d'elecció                           | Identitat         | Partit                     | Qualitat |
| ---------------------------------------- | ----------------- | -------------------------- | -------- |
| 1973-1984                                | Caude Griveau     | Divers droite              |          |
| 1984-2001                                | Guy Raynaud       | Divers droite, després UDF |          |
| 2001-                                    | Jean-Yves Couteau | UDF, després NC            |          |
| les dades anteriors no són pas conegudes |                   |                            |          |
|                                          |                   |                            |          |